# Elmech EM 992
Elmech EM 992 (kao i EMM 992 i 994) je snajperska repetirka koju je dizajnirala i proizvela hrvatska tvrtka "Elmech Razvoj, Ltd. d.o.o." Tvrtka ima svoje korijene od 1969. Tvornička postrojenja smještena su na dva mjesta u sjeverozapadnoj Hrvatskoj, od kojih je jedna tvornica u Gotalovcu i druga u Čretu pored Krapinskih Toplica. Elmech je prvotno samo proizvodio streljivo za minobacače i projektile za topove. Iako ju prvenstveno koriste hrvatski i slovenski oštrostrijelci, EM 992 i EMM 992 su također u upotrebi srpskih i bosanskih lovaca. Kao dodatak, neke od ovih pušaka bile su isporučene rumunjskoj vojsci.
To su standardne snajperske puške hrvatske vojske i policije. Miješaju dijelove nekoliko drugih pušaka, sadrže kundak od kvalitetnog laminiranog drva zaštićenog od vremenskih utjecaja, Timney podesivi okidač od Mausera Karabinera 98k, te športsku cijev od finskih pušaka Sako TRG na kojim imaju trzajni kompenzator. Moguće je staviti i univerzalni dvonožac Harris. Regularni optički ciljnik je Leupold & Stevens Vari-X 3.5–10× s osvjetljenim križnim nišanom i pomoćnim podesivim čeličnim ciljnicima.

## Galerija
- Dvije EM 992 puške na izložbi.